# Јусуф Газибеговић
Јусуф Газибеговић (Салцбург, 11. март 2000) је босанскохерцеговачки фудбалер који тренутно наступа за Келн. Игра на позицији десног бека.
Газибеговић је рођен у Салцбургу у Аустрији, од родитеља пореклом из Сапне у Босни и Херцеговини.

## Успеси
Штурм Грац
- Бундеслига Аустрије (1) : 2023/24.[6]
- Куп Аустрије  (2) : 2022/23,[7] 2023724.[8]